# Ay, Ay Herr Kapitän
Ay, Ay Herr Kapitän – czterdziesty czwarty album niemieckiej grupy muzycznej Die Flippers z 2008 roku.

## Lista utworów
1. Ay, Ay Herr Kapitän – 3:21
2. Heißes Herz – 3:35
3. Wir werden niemals auseinander gehen – 3:13
4. Jeannie – 3:09
5. Was wär ein Sommer ohne dich – 3:25
6. Du bist der Traum meiner schlaflosen Nächte – 03:12
7. Einer für alle – 3:16
8. Es ist immer wieder schön in deinen Armen – 03:07
9. Echte Frauen – 3:08
10. Mein Happyend bist du – 3:26
11. Alls hätt ich vorher nie gelebt – 3:18
12. Liebie ist das schönste Geschenk – 03:07
13. Einen Weltrekord im Küssen – 3:13
14. Meine kleine Prinzessin – 2:47